# Verleihung des Nestroy-Theaterpreises 2011

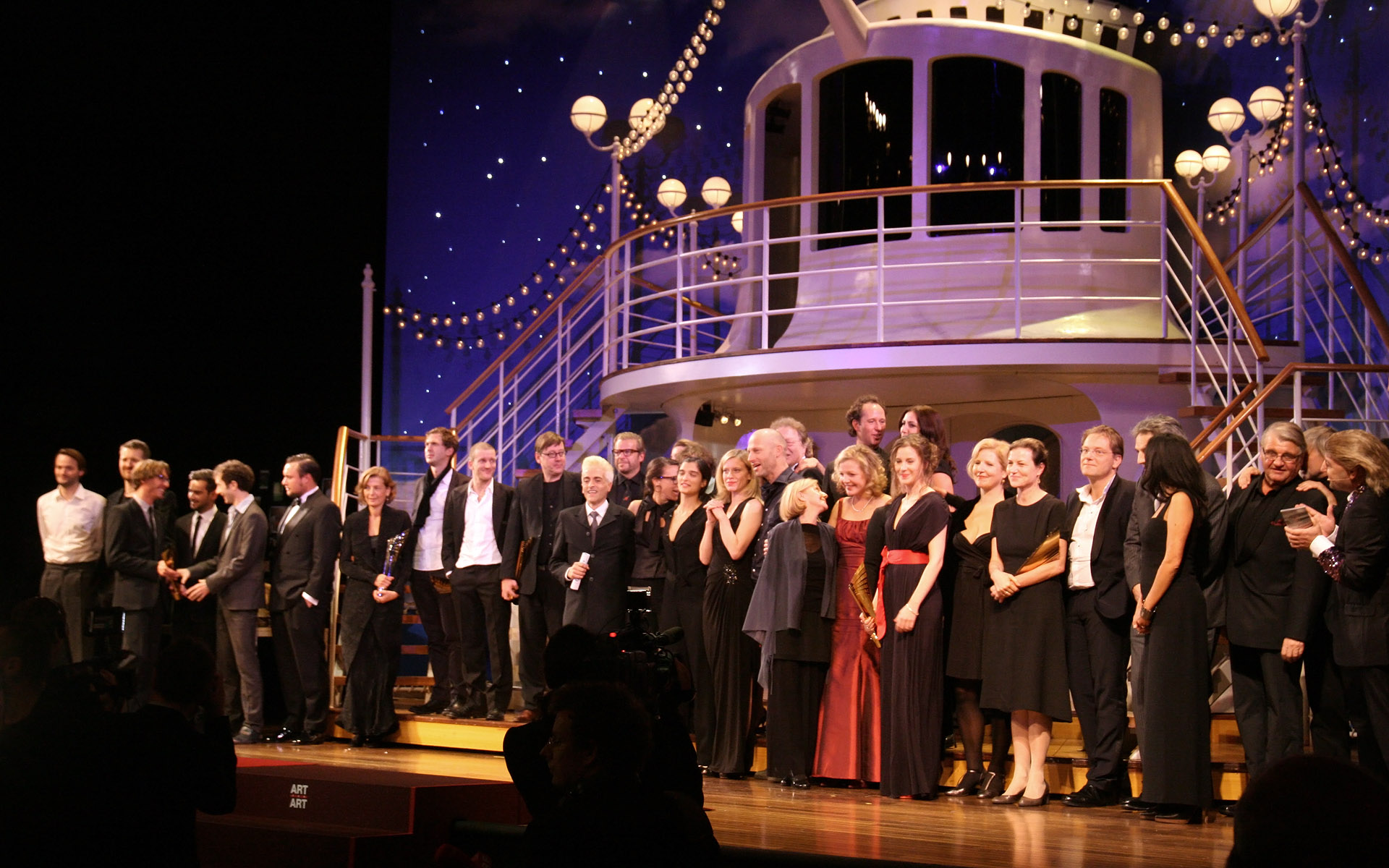
Preisträger und Nominierte des Nestroy-Theaterpreises 2011

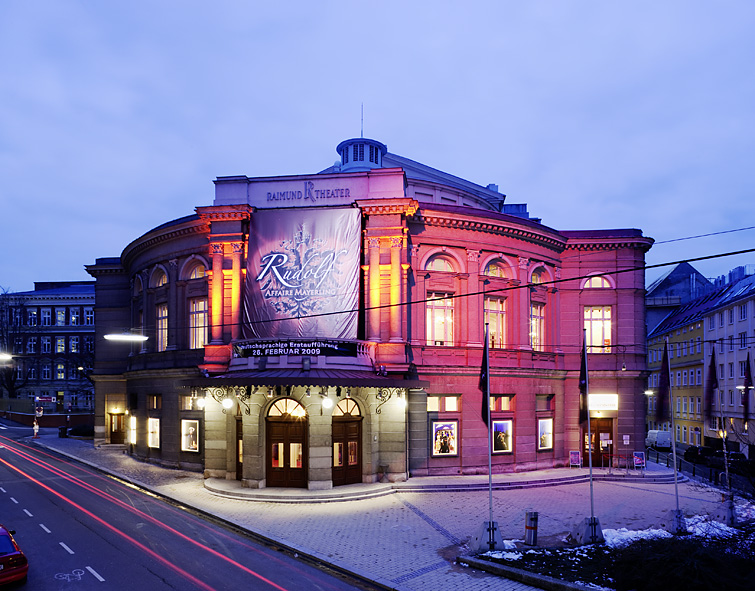
Das Raimundtheater, 2011 erstmals Ort der Preisverleihung

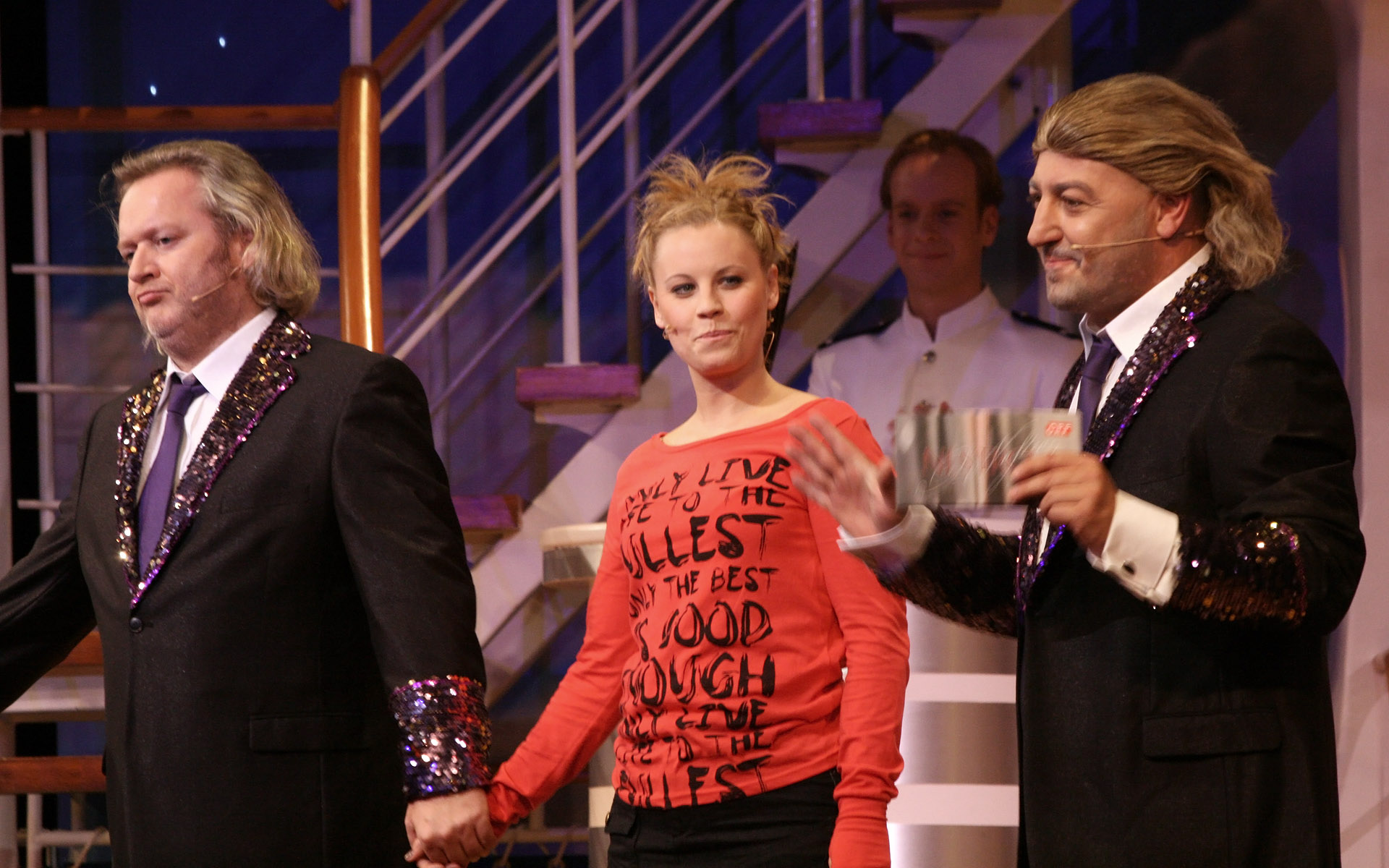
Gregor Seberg, Katharina Straßer und Rudi Roubinek, die Moderatoren der Preisverleihung

Die Nestroyverleihung 2011 war die zwölfte Verleihung des Nestroy-Theaterpreises. Sie fand am 14. November 2011 erstmals im Raimundtheater in Wien statt. Von den Gewinnern in den insgesamt zwölf Kategorien wurden jene in drei Kategorien bereits im Vorfeld bekanntgegeben.
Moderiert wurde die Preisverleihung von Katharina Straßer, Gregor Seberg und Rudi Roubinek. Als Kulisse diente jene des Musicals Ich war noch niemals in New York, welches von 17. März 2010 bis 15. Juni 2012 gespielt wurde.

## Nominierte und Preisträger 2011
| Meiste Nestroys:      | Grillenparz (2 Auszeichnungen)        |
| Meiste Nominierungen: | Professor Bernhardi (4 Nominierungen) |

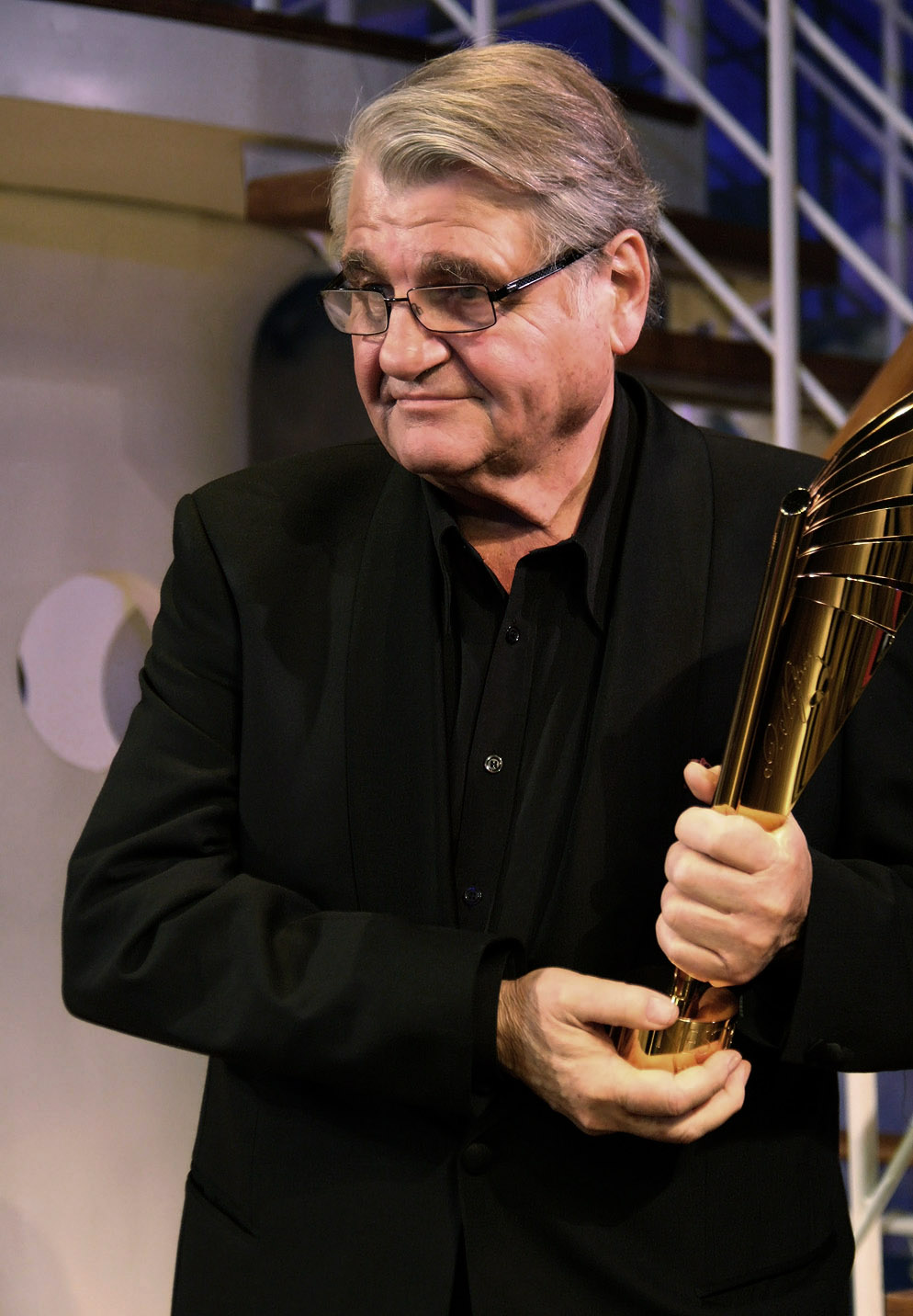
Peter Turrini, geehrt für sein Lebenswerk

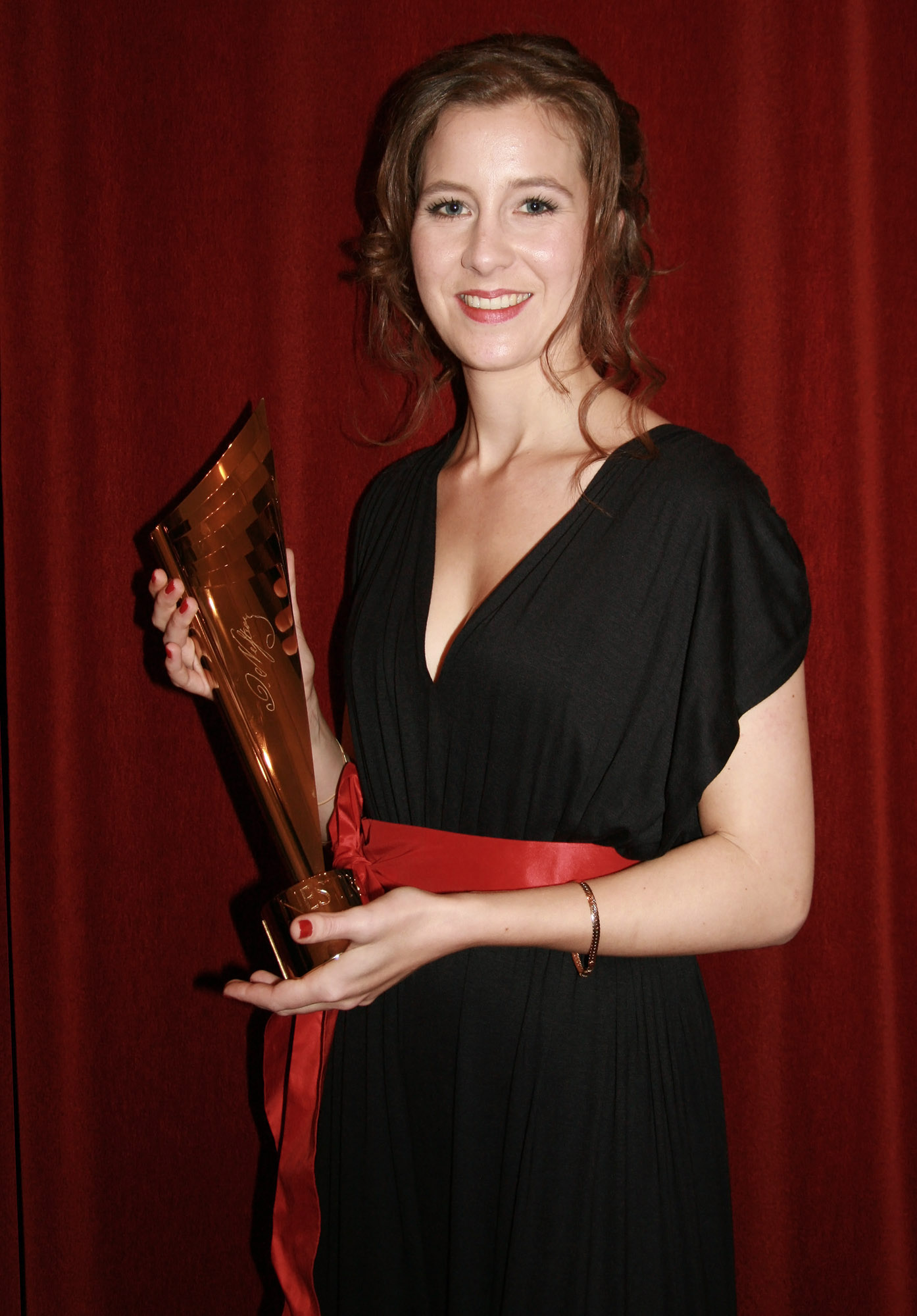
Franziska Hackl, ausgezeichnet als beste Nachwuchsschauspielerin

Anmerkung: Es sind alle Nominierten des Jahres angegeben, der Gewinner steht immer zuoberst. Die Verleihung des Nestroy 2011, bezieht sich auf die Theatersaison 2010/2011.

### Beste deutschsprachige Aufführung
Die Weber von Gerhart Hauptmann – Inszenierung: Michael Thalheimer, Ort: Deutsches Theater Berlin
nominiert:
Platonow von Anton Tschechow – Inszenierung: Barbara Frey, Ort: Schauspielhaus Zürich
Zwischenfälle Szenen von Cami, Charms, Courteline – Inszenierung: Andrea Breth, Ort: Akademietheater

### Beste Bundesländer-Aufführung
Amerika nach Franz Kafka – Inszenierung: Bernd Liepold-Mosser – Stadttheater Klagenfurt
nominiert:
Das Maß der Dinge von Neil LaBute – Inszenierung: Alexandra Liedtke – Salzburger Landestheater
Der Meister und Margarita nach Michail Bulgakow – Inszenierung: Viktor Bodó – Schauspielhaus Graz

### Beste Regie
Andrea Breth – Zwischenfälle – Akademietheater
nominiert:
Bernd Liepold-Mosser – Amerika – Stadttheater Klagenfurt
Thomas Ostermeier – Maß für Maß – Salzburger Festspiele/Schaubühne am Lehniner Platz

### Beste Ausstattung
Thomas Schulte-Michels – Herr Puntila und sein Knecht Matti – Wiener Volkstheater

### Beste Schauspielerin
Sarah Viktoria Frick – Stallerhof (Beppi) – Kasino am Schwarzenbergplatz
nominiert:
Ruth Brauer-Kvam – Cabaret (Sally Bowles) – Wiener Kammerspiele
Nicola Kirsch – Waisen (Helen) – Schauspielhaus (Wien)
Maria Köstlinger – Blackbird (Una) – Theater in der Josefstadt
Caroline Peters – Professor Bernhardi (Dr. Cyprian) – Burgtheater

### Bester Schauspieler
Max Mayer – Grillenparz (Jäger namens Fischer) & Bruno Schulz: Messias (mehrere Rollen) – Schauspielhaus (Wien)
nominiert:
Roland Koch – Professor Bernhardi (Dr. Ebenwald) – Burgtheater
Joachim Meyerhoff – Professor Bernhardi (Dr. Bernhardi) – Burgtheater
Marcello de Nardo – Herr Puntila und sein Knecht Matti (Puntila) – Volkstheater (Wien) & Spion Oberst Redl (Oberst Redl) – Festspiele Reichenau
Gert Voss – Maß für Maß (Herzog Vincentio) – Salzburger Festspiele/Schaubühne am Lehniner Platz

### Beste Nebenrolle
Udo Samel – Der Parasit (Narbonne) & Professor Bernhardi (Dr. Pflugfelder) – Burgtheater
nominiert:
Raphael von Bargen – Antigone (Wächter) – Volkstheater (Wien)
Michou Friesz – Frühlings Erwachen (verschiedene Rollen) – Wiener Kammerspiele
Susa Meyer – Harold and Maude (Mrs. Chasen) – Volkstheater (Wien)
Oliver Stokowski – Der Parasit (La Roche) – Burgtheater

### Bester Nachwuchs
Franziska Hackl – Grillenparz (Flora) – Schauspielhaus (Wien)
nominiert:
Claudius Körber – Hamlet (Hamlet) & Peer Gynt (Peer Gynt) – Schauspielhaus Graz
Sarantos Zervoulakos – Eine Sommernacht (Regie) – Vestibül des Burgtheaters

### Beste Off-Produktion
Ganymed Boarding von Jacqueline Kornmüller und Peter Wolf, wenn es soweit ist, Kunsthistorisches Museum Wien
nominiert:
Theater Nestroyhof Hamakom – Frederic Lion und Amira Bibawy für das Gesamtkonzept der Spielzeit 2010/2011
Nibelungenlied in der Gestaltung von Justus Neumann, eine Produktion des „Theatervereins zum aufgebundenen Bären“, Dschungel Wien

### Bestes Stück – Autorenpreis
Immer noch Sturm – Peter Handke – Salzburger Festspiele/Thalia Theater Hamburg

### Spezialpreis
Franz Wittenbrink für seine Produktion Eh wurscht, Theater in der Josefstadt
nominiert:
Henry Mason für Just so, Die 39 Stufen und Cymbelin – Theater der Jugend
Isabella Suppanz für den Aufschwung des Landestheaters Niederösterreich verantwortliche Intendantin

### Lebenswerk
Peter Turrini

### Publikumspreis
Eleonore Bürcher, Schauspielerin – Tiroler Landestheater Innsbruck